# الجيش الشعبي العراقي
كان الجيش الشعبي العراقي المعروف أيضا باسم الجيش الشعبي أو الميليشيا الشعبية منظمة شبه عسكرية مؤلفة من متطوعين مدنيين لحماية نظام البعث ضد المعارضة الداخلية وليكون بمثابة توازن مقابل أية محاولة انقلاب يقوم بها الجيش العراقي النظامي.
في عام 1987، اقترب الجيش الشعبي، الذي كان يقدر بـ 650,000 شخص، من قوام القوات المسلحة النظامية.

## التاريخ
رسميا، كانت ميليشيا لحزب البعث العراقي وضمت قسما خاصا للشباب. الجيش الشعبي، الذي شكل في عام 1970، ارتفع عدد أفراده بسرعة، وبحلول عام 1977، كان عدد أعضاءه النشطين يبلغ 50,000. وفي وقت لاحق، حدث نمو هائل، وأعطى لهذه الميليشيات وظائف أمنية داخلية واسعة النطاق. وفي حين كان هدفه الأصلي إعطاء حزب البعث دورا نشطا في كل بلدة وقرية، بدأ الجيش الشعبي في عام 1981 مهمته الأكثر طموحا حتى الآن، وهو دعم القوات المسلحة النظامية.
وتمثلت الوظائف الرسمية للجيش الشعبي في دعم القوات المسلحة النظامية في أوقات الحرب وصون الإنجازات الثورية، وتعزيز الوعي الجماهيري، وتوطيد الوحدة الوطنية، وتعزيز العلاقة بين الشعب والجيش في أوقات السلام. وأرسل الجيش الشعبي وحدات إلى كردستان العراق قبل عام 1980، وإلى لبنان للقتال مع الفدائيين الفلسطينيين خلال الحرب الأهلية التي نشبت في الفترة من 1975 إلى 76. غير أن المراقبين الأجانب خلصوا إلى أن المهمة الرئيسية للجيش الشعبي ذات طابع سياسي؛ أولا، لحشد الدعم الشعبي لحزب البعث، وثانيا، العمل كثقل موازن ضد أية محاولات انقلاب تقوم بها القوات المسلحة النظامية.
وابتداء من عام 1974، كان طه ياسين رمضان، وهو أحد المقربين للرئيس صدام حسين، يقود الجيش الشعبي، الذي كان مسؤولا عن الأمن الداخلي. بيد أن قيادة مثل هذه المؤسسة العسكرية الكبيرة قد أعطت رمضان قدرا كبيرا من السلطة، إلا أن بعض المراقبين الأجانب تنبهوا إلى أن الوظيفة الرئيسية لرجله الثاني في القيادة هي منعه من استخدام الجيش الشعبي كقاعدة للسلطة الشخصية.
وتم تجنيد أفراد من الجيش الشعبي من بين الرجال والنساء (الذين أكملوا خدمتهم النظامية) الذين يبلغ عمرهم 18 سنة أو أكثر. ومن غير الواضح ما إذا كانت العضوية في حزب البعث شرط أساسي—ولا سيما بعد عام 1981 عندما كان القوام العددي للجيش الشعبي قد تضخمت—ولكن من الواضح أن التلقين العقائدي الحزبي لا يقل أهمية عن التدريب العسكري. وعادة ما خضع الأعضاء لفترة تدريب سنوية مدتها شهران، وقد تم دفع أجورهم من أموال الحزب. وعلى الرغم من أنه لم يُعرف مدى تدريبهم في مطلع عام 1988، صدرت تعليمات إلى جميع المجندين باستخدام بندقية. وكان الخريجون مسؤولين عن حراسة المباني والمنشآت الحكومية، وركزوا على مراكز حساسة في البلدات الرئيسية. وكان أفراد الميليشيا يمتلكون بعض الأسلحة المتطورة، وكان من الممكن أن يتمكن الضباط الساخطين الذين يفكرون في الاعتراض على صدام حسين من حشد دعم قوة من هذه الميليشيات.
وقد أرسل الجيش الشعبي إلى كردستان العراق قبل عام 1980، بل وحتى خارج البلد إلى مناطق ساخنة مثل لبنان للقتال مع الفدائيين الفلسطينيين أثناء الحرب الأهلية التي وقعت في الفترة من عام 1975 إلى عام 1976.
ولم يتم حلها إلا عندما أصبح طه ياسين رمضان نائبا لرئيس العراق في عام 1991.

## إجراءات يُنظر إليها

### الفاو
كانت معركة الفاو الأولى، التي دارت رحاها في فبراير 1986، معركة للحرب العراقية الإيرانية. وشن الإيرانيون هجوما مفاجئا على القوات العراقية التي تدافع عن شبه جزيرة الفاو. وكانت الوحدات العراقية المسؤولة عن عمليات الدفاع تتألف في معظمها من مجندي الجيش الشعبي العراقي المدربين تدريبا ضعيفا، وقد انهارت هذه الوحدات عندما تعرضت لهجوم مفاجئ من جانب قوات الحرس الثوري الإيراني.